# Боево (Новгородская область)
Боево — деревня в Окуловском муниципальном районе Новгородской области, относится к Кулотинскому городскому поселению.

## География
Деревня Боево расположена в 2 км к юго-востоку от посёлка Кулотино, на пересечении Старокулотинской трассы и автомобильной дороги в Дорохново. Расстояние до города Окуловка — 8 км на юго-запад.

## Население
Население в 2006 году — 48 человек.
| 2010 |
| ---- |
| 18   |

## История
В XV—XVII веках деревня Боево относилась к Полищском погосту Деревской пятины Новгородской земли.
В 1460—1470-х, на закате Новгородской республики, деревней владел знатный новгородский боярин Василий Никифоров; в 1480-х — его тесть, знатный московский боярин Василий Захарьевич Ляцкий; а в 1495 — Иван Васильевич Ляцкий.
В 1776—1792, 1802—1918 деревня Боево находилась в Крестецком уезде Новгородской губернии. С начала XIX века — в образованной Заозерской волости Крестецкого уезда с центром в деревне Заозерье.
Отмечена на специальной карте 1826—1840 годов.
В 1908 в Боево было 26 дворов и 38 домов с населением 112 человек. Имелась часовня.
Деревня Боево относилась к Полищенскому сельсовету.

## Транспорт
Ближайшая железнодорожная станция и автобусная остановка расположены в Кулотине примерно в 2,5 км от посёлка . Автобусное сообщение так же отсутствует, ближайшая автобусная остановка находится в 2,5 км в центре Кулотино . Старокулотинская дорога соединяет деревню с трассой Окуловка — Боровичи, до которой 6,5 км.

## Достопримечательности
Вблизи деревни расположен памятник природы «Опеченские горы»

## Люди связанные с деревней
В Боево 12 июля 1911 года родился Комаров, Пётр Степанович — известный дальневосточный поэт. Дом Комарова П. С. — отнесён к памятникам истории